# Bursa din Viena
Wiener Börse, cunoscută și ca Vienna Stock Exchange, este o bursă din Viena, fondată în 1771.
Compania deține participații majoritare în cadrul burselor din Ungaria, Cehia și Slovenia.